# Euophryinae
Euophryinae Simon, 1901 è una sottofamiglia di ragni appartenente alla famiglia Salticidae dell'ordine Araneae della classe Arachnida.

## Distribuzione
Le 17 tribù oggi note di questa sottofamiglia sono talmente diffuse da poter affermare che gli Euoprhyinae sono cosmopoliti.

## Tassonomia
A maggio 2010, gli aracnologi sono concordi nel suddividerla in 17 tribù:
- Amphidrausini (2 generi)
- Athamini (1 genere)
- Bellienini (5 generi)
- Chalcoscirtini (5 generi)
- Coccorchestini (3 generi)
- Cytaeini (6 generi)
- Emathini (7 generi)
- Euophryini (41 generi)
- Hermotimini (4 generi)
- Laufeiini (2 generi)
- Pensacolini (5 generi)
- Saitini (14 generi)
- Servaeini (1 generi)
- Spilargini (2 generi)
- Thianiini (5 generi)
- Tritini (2 generi)
- Zenodorini (6 generi)
- incertae sedis (2 generi)